# Gunnison River
De Gunnison River is een 290 km lange rivier in de Amerikaanse staat Colorado. De rivier wordt gevormd door de samenvloeiing van East River en Taylor River, in Gunnison County. De rivier stroomt door een van de smalste, diepste en langste kloven ter wereld. Een deel van de kloof ligt in het Black Canyon of the Gunnison National Park. De rivier mondt bij Grand Junction uit in de Colorado River.
- Library of Congress Control Number: sh85057936
- Nationale Bibliotheek van Israël: 987007545843905171
- Virtual International Authority File: 315125723
- WorldCat: E39PBJhhpvbyWvg6HXTyMHC4v3